# ممالک محروسه ایران

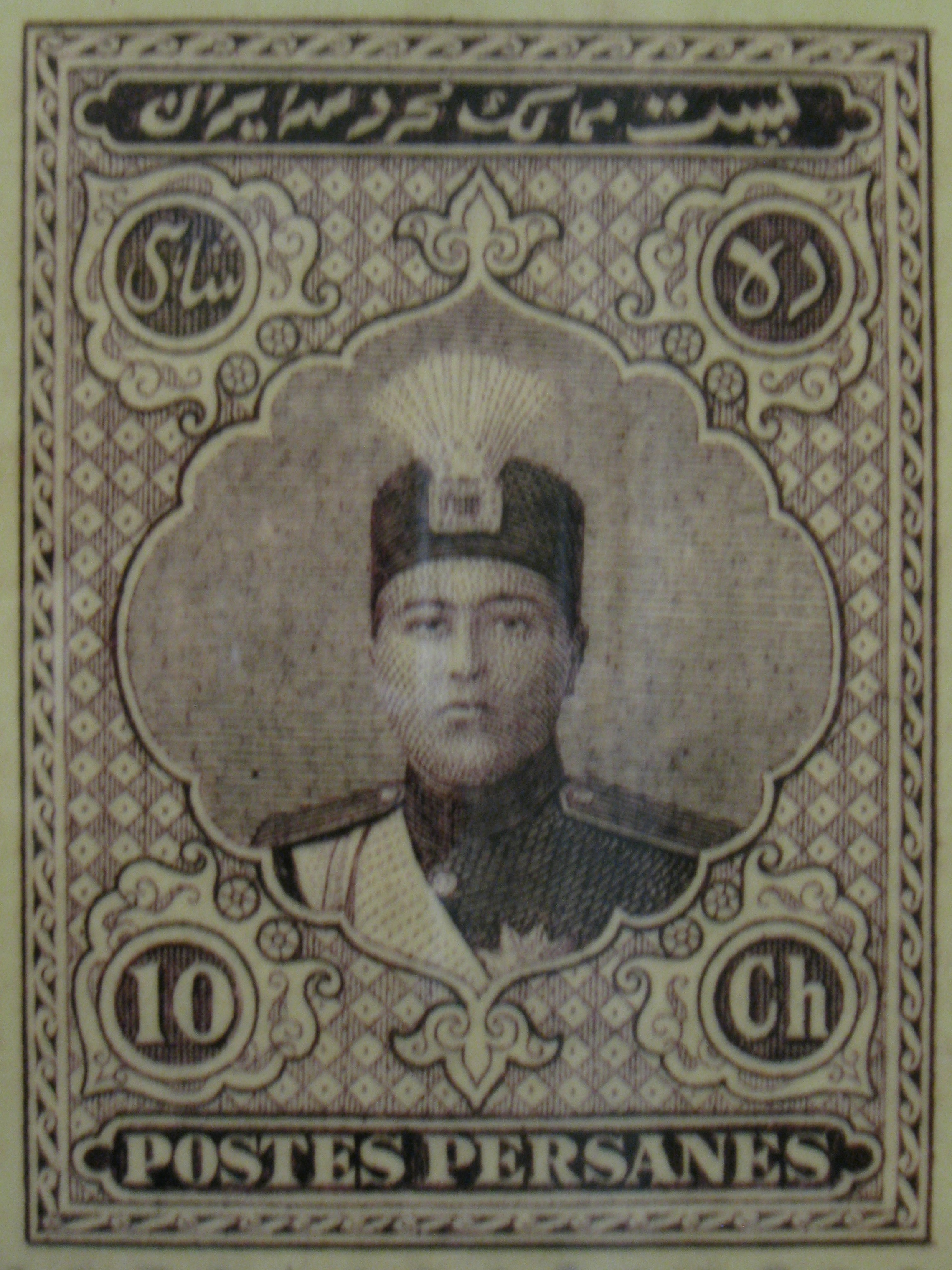
یک تمبر ایرانی متعلق به دوره حکومت احمدشاه که عنوان «پست ممالک محروسهٔ ایران» در بالای آن درج شده است.

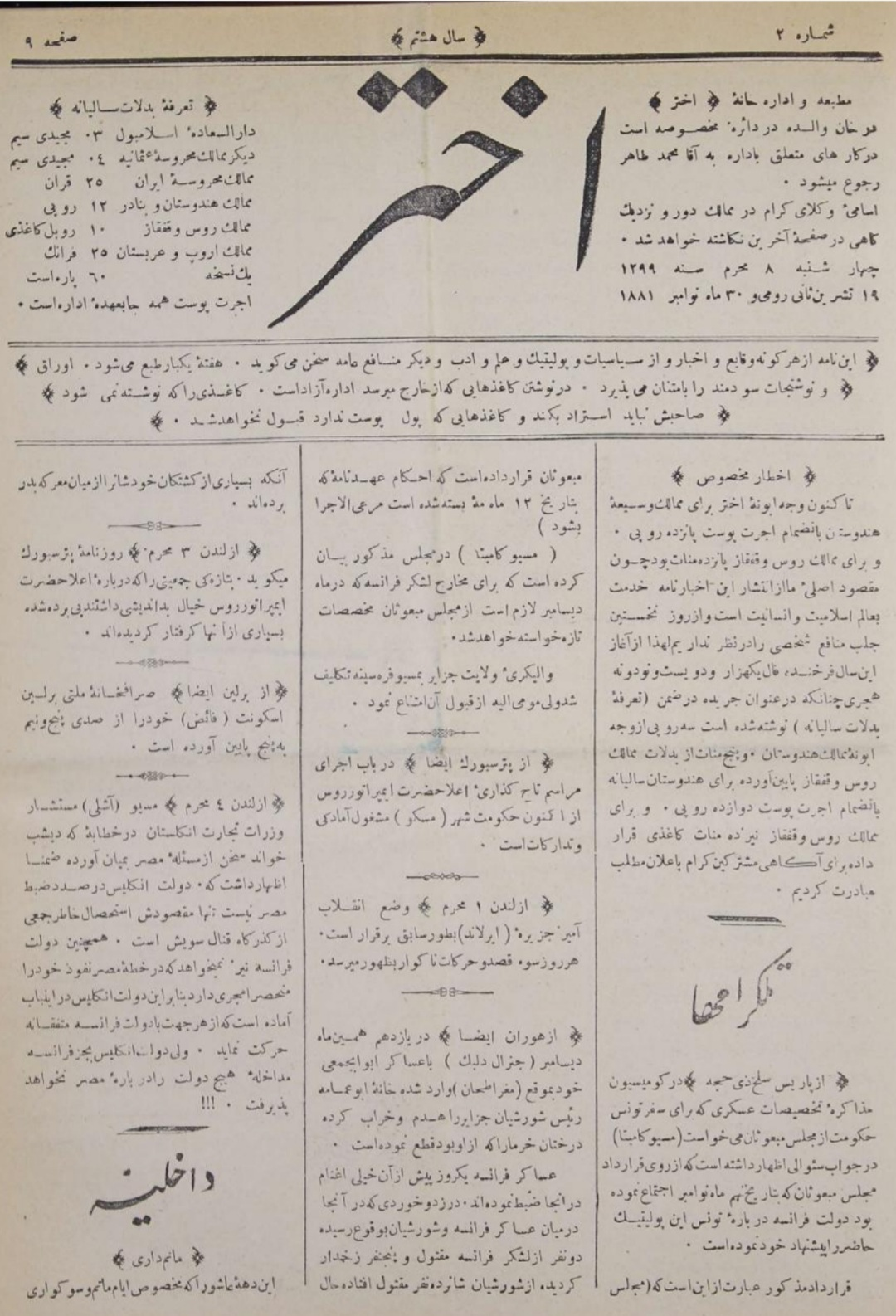
برگِ آغازینِ یک شماره از روزنامه اختر که در بالا و سمتِ چپِ تصویر، عبارتِ «ممالکِ محروسه» را عیناً برای عثمانی به‌کار برده و واژه «ممالک» را هم به کشورهایی همانند هندوستان و روسیه نیز اطلاق کرده است. عبارتِ ممالک محروسه یک عبارتِ عام بوده و برای سرزمین‌هایِ دیگر دولت‌ها نیز به‌کار می‌رفته است.

ممالک محروسهٔ ایران اصطلاحی سیاسی و اداری است که در عهد صفویه تا اواخر قاجاریه در مکاتبات اداری ایران رایج بوده است. کاربرد این اصطلاح چند سال پس از استقرار مشروطیت ادامه داشت ولی حدود سال ۱۳۳۰ ه‍.ق با گسترش ناسیونالیسم، این اصطلاحات و اصطلاحات موازی که به‌گونه‌ای مفهوم عدم تمرکز و خودمختاری را القا می‌کردند، به‌گونه کلی از قاموس فرهنگ سیاسی ایران حذف شدند. کاربرد این اصطلاح از هنگام صدور فرمان مشروطه و بنای دولت مدرن در ایران، بسیار محدود شد. چنان‌که هشت سال پس از فرمان مشروطه، در یکی از مهم‌ترین اسناد تاریخی آن زمان که بیانیهٔ رسمی بی‌طرفی ایران در جنگ جهانی اول در نهم آبان ۱۲۹۳ (یکم نوامبر ۱۹۱۴) از سوی دولت مستوفی الممالک است، نام و نشانی از «ممالک محروسه» نیست و در بیش از ۳۴۰ سند رسمی و گزارش‌های منتشرشدهٔ وزارت داخله (کشور) ایران در دوران جنگ جهانی اول و پیش از روی کارآمدنِ پادشاهی پهلوی یگانه نام رسمی ایران، دولت ایران است.
ایدهٔ ممالک محروسه نشان‌گر احساس وحدت ارضی و سیاسی در جامعه‌ای بود که زبان فارسی، فرهنگ، نظام پادشاهی و اسلام شیعی به عناصر جدایی‌ناپذیر هویت ملی در حال توسعه تبدیل شدند. این مفهوم پیش‌تر به شکل ایرانشهر — نام رسمی ایران در زمان شاهنشاهی ساسانی (۲۲۴–۶۵۱) — به کار می‌رفت.

## واژه‌شناسی
این اصطلاح از ترکیب دو اصطلاح «ممالک محروسه» و «ممالک ایران» که پس از دورهٔ ایلخانان مغول در ایران رواج داشته‌اند، تشکیل شده است.
ممالکبه سه معنای کشور، ایالت و استان و ولایت و شهرستان استفاده شده است. استفاده از این واژه به معنای شهرستان و بخشی از ایالت، از دورهٔ صفویه به بعد متوقف شده است. از دوران صفوی به بعد این واژه حتی برای واحدهای خردی مانند روستا نیز به کار برده شده است، همچون کاربرد روزبه خنجی در مهمان نامهٔ بخارا در قرن ۱۰. همچنین زبدة التواریخ از ممالک آذربایجان نام برده است؛ چنان‌که می‌گوید: «در ممالک آذربایجان هر که را وجودی بود از قضات و اکابر و کدخدایان و اهل بازار حکم کرد که خانه‌ها را به ربع رشیدی آورند».
محروسهاز ریشهٔ «حرس» و به معنای حراست شده و مفهوم آن متضمن اقتدار حکومت در حفظ و حراست از یک حوزهٔ جغرافیایی از ناامنی، آشوب و تجاوز و تهاجم می‌باشد. با توجه به جملهٔ «حرسه الله تعالی» که در انتهای نام شهرها یا کشور می‌آمده و مقایسهٔ آن با صفت محروسه که پس از واژگان مملکت یا ممالک می‌آید می‌توان نتیجه گرفت که این واژه از مضمونی قدسی و ماورایی نیز برخوردار بوده است. این کاربرد، از اوایل قرن هفتم هجری تا اواخر دههٔ دوم قرن ۱۴ هجری رواج داشته است.
ممالک ایراندر قرن هشتم مورد استفاده قرار می‌گرفت و ضمن اشاره به «وحدت سرزمین ایران»، مبین «تقسیم آن به ممالک و بخش‌های مختلف» بود. استفاده از این نام در قرن‌های بعدی و در کنار نام‌های «ایران»، «مملکت ایران»، «ممالک محروسه» و «ممالک محروسهٔ ایران» ادامه داشت.

## پیشینه
این واژه نه فقط برای ایران، بلکه به‌طور کلی در دوران گذشته برای بیشتر کشورها از جمله عثمانی، هند و روسیه نیز به کار گرفته می‌شده است و ربطی به نظام سیاسی یا چینش قدرت در آن‌ها نداشته است. روزنامهٔ «اختر» چاپ استانبول (سال ۱۸۸۱) بهای سالانهٔ این روزنامه را در مناطق مختلف چنین می‌نوشته است: «استانبول و دیگر ممالک محروسهٔ عثمانیه…».

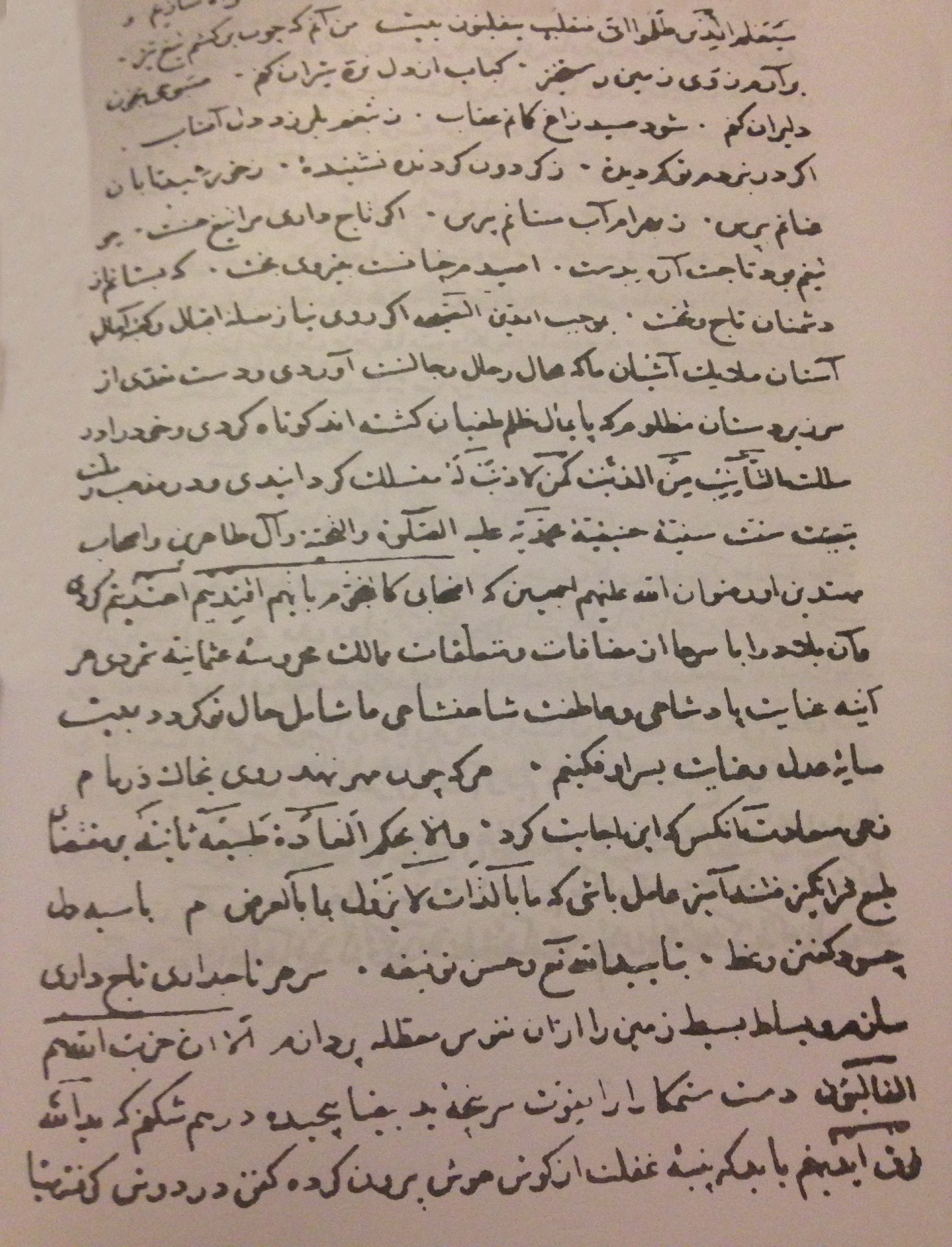
بخشی از نامهٔ سلطان سلیمِ عثمانی به شاه‌اسماعیلِ صفوی که در خطِ نهم از پایین، از «ممالک محروسه عثمانیه» نام‌برده است.

## در دوران صفوی
پس از عهد شاه عباس و تا به پایان رسیدن روزگار صفویان این اصطلاح به صورت‌های «ممالک محروسه»؛ «ممالک محروسهٔ خسروانی» و «ممالک محروسهٔ همایون» بکار رفته است. مکاتبات مربوط به دورهٔ شاه سلطان حسین نشاندهنده استفاده مکرر از این اصطلاح در اواخر دوران صفویه است.

## رابطه با فدرالیسم
تقسیم‌بندی سرزمین ایران به ایالات مختلف از زمان هخامنشیان سابقه داشته است. هر یک از ایالات در آن زمان از نوعی استقلال برخوردار بودند اداره می‌شد. اگرچه در دوران اسلامی، ایران استقلال خود را تا مدتی از دست داد و تقسیمات داخلی ایران را دچار آشفتگی گردید اما شالودهٔ تقسیمات داخلی به‌همراه هویت تاریخی و فرهنگی، تا حدودی دست نخورده باقی ماند و اصولاً هرگاه نظم و ثبات حاکم می‌گردید دوباره همان تقسیم‌ها مبنای نظام سیاسی و اداری قرار می‌گرفت.
برخی معتقدند که این عبارت، بیانگر نوعی فدرالیسم پادشاهی در ایران بوده است که این تعبیر با مخالفت برخی دیگر همراه شده است.
بگفته عباس جوادی تاریخدان یک عده تصور می‌کنند فکر «ممالک محروسه» می‌تواند زمینهٔ محتملی برای یک نظام فدرالی آینده در ایران شود در حالی‌که «ممالک محروسه» چه در مورد ایران و چه عثمانی و دیگر کشورها مربوط به دوره‌ای است که این کشورها هنوز صاحب نظام مرکزی با تجارت، مالیات، تحصیل، دادگستری یا ارتش مرکزی نبودند. شایان ذکر است که در دولت ایران حاکمان این نواحی نیز مستقیماً منصوب شاه ایران به حساب می‌آمدند. او معتقد است این واژه برای اشاره به نوعی فدرالیسم مورد سوء استفاده قرار گرفته است.
محمد امینی پژوهشگر و تاریخدان دیگر ایرانی نیز چنین ادعاهایی را سست‌ترین و بی‌پایه‌ترین ادعا دربارهٔ تاریخ ایران می‌داند و دلایل زیر را در رد آن می‌آورد:
1. در مواردی که پادشاهی از چندین منطقهٔ مجزا با اختیارات بالا یا شاهی‌های نیمه‌مستقل تشکیل می‌شده است نه از واژهٔ ممالک محروسه بلکه از واژهٔ «ممالک مجتمعه» استفاده می‌شده است. از جمله در فصل اول «پیمان صلح پاریس» که در چهارم مارس ۱۸۵۷ میان ایران و بریتانیا بسته شد.
2. واژهٔ ممالک دارای معنایی دقیقی نبوده و در بسیاری از متون به معنایی به کار رفته است که اساساً ارتباطی با تقسیمات سیاسی کشور نداشته است. برای نمونه اصطخری در سدهٔ چهارم هجری کتاب مشهور خویش را به نام «مسالک‌الممالک» نوشت و مرادش از آن «راه‌های سرزمین‌ها» بود و نه راه‌های کشورها، چرا که ممالک بیست‌گانهٔ یادشده در کتاب او نیز پیوندی با ساختار کشوری و فرمانروایی آن سرزمین‌ها ندارد و در سرزمین‌های نام برده گاه چندین حاکم مستقل بوده‌اند. بیهقی نیز گاه مملکت را در معنی استان و گاه در معنی بخش‌هایی از یک ولایت به کار می‌برد، چنان‌که از «ممالک خراسان» نام می‌برد. بدیهی است که خراسان خود متشکل از چندین واحد سیاسی تاریخی نبوده است. یا در نامهٔ تیمور که از «ممالک گرجستان» صحبت شده است.[۹]
3. همزمان با این کاربرد در بسیاری از موارد لفظ مملکت به صورت مفرد برای کل ایران به کار رفته است. برای نمونه در تعهدنامه و نامهٔ جداگانه‌ای که عباس میرزا به وزیر مختار انگلیس در ایران برای گرفتن وام در ۱۲۰۷ ه‍.خ (۱۸۲۸ م) نوشته است،[۱۰] همچنین است کاربرد بسیاری از واژه‌های دیگر که دلالت بر بسیط بودن قدرت و ملیت در ایران داشته است مانند «ساحت ایران» در خلاصه‌السیر[۱۱] یا «کشور ایران»، «دولت ایران» یا «دولت عَلیّه ایران» در پیمان دوم ارزروم.